# Hansine
Le HANSINE (FN 121)  est un ketch aurique à coque en bois de 1898. C'est un ancien haikutter (de), navire de pêche danois typique le plus grand et les plus vieux encore en état de navigation. Il dispose de 6 voiles : 1 grand-voile, 1 brigantine, 1 grand hunier, et 3 focs.

## Histoire
Construit en 1898 au chantier naval Olsenwerft à Frederikshavn au Danemark, il est lancé sous le nom de Cimbria pour la société A/S Fiskekutteren Cimbria comme bateau de pêche en mer du Nord et proche de l'Islande. Il porte l'immatriculation FN 121.
Il changera plusieurs fois de propriétaires entre 1909 et 1976. En 1922 il prend le nom de Eskild.
En 1938 il est rebaptisé Hansine III et subit quelques travaux (nouveau moteur Man de 150 cv, mâture...)
En 1976 il est mis hors service comme navire de pêche et subit une transformation et un nouveau moteur Man-Diesel et sert en service privé pour la famille Smith de Caroline du Nord. Le moteur d'origine ainsi que la chaloupe se trouvent au  musée de Frederikshavn.
En 2004 il est vendu en Allemagne et une grande restauration est opérée en 2008 à Hobro au Danemark. Il est désormais membre de l'association danoise des bateaux en bois. Son port d'attache est Brême mais son mouillage permanent est le musée portuaire de Lübeck. Il est inscrit au patrimoine maritime comme bateau de pêche historique.
Il a participé à de nombreux rassemblements de vieux voiliers sur la côte atlantique comme les Hanse Sail de Rostock (2009 à 2013) et au Fêtes maritimes de Brest : Brest 2008 et Les Tonnerres de Brest 2012.